# Silvia Gašparovičová

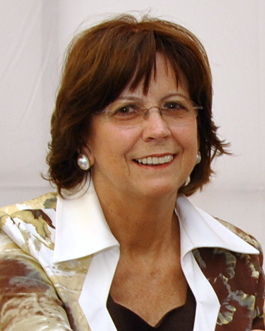
Silvia Gašparovičová (2011)

Silvia Gašparovičová, geborene Silvia Beníková (* 13. Januar 1941 in Bratislava, Slowakischer Staat), ist eine slowakische Bauingenieurin und Unternehmerin. Zudem ist sie bekannt als Ehefrau des ehemaligen slowakischen Präsidenten Ivan Gašparovič und war dadurch zwischen 2004 und 2014 die First Lady der Slowakei.

## Leben
Silvia Gašparovičová wurde am 13. Januar 1941 unter dem Namen Silvia Beníková in Bratislava geboren. Sie absolvierte dort ihre schulische Ausbildung, welche sie 1958 mit dem Abitur abschloss. Danach studierte sie zwischen 1960 und 1965 an der Slowakischen Technischen Hochschule in Bratislava Bauingenieurwesen und schloss das Studium erfolgreich ab. Nachdem sie mehrere Jahre bei einer Firma in der Projektierung gearbeitet hatte, wechselte im Jahr 1971 in das Bauministerium, wo sie bis 1991 und wo sie zuletzt als leitende technische Sachbearbeiterin in der Investitionsabteilung tätig war. Zu Beginn ihrer Anstellung im Ministerium absolvierte sie zwischen 1971 und 1973 nebenbei ein postgraduales Studium an der Comenius-Universität Bratislava im Fach Wirtschaftsrecht. Das Ziel des Studiums war es, dass Silvia Gašparovičová die Befähigung zur Bewertung von Gesetzen im Wirtschaftsbereich erlangt. Nach ihrer Tätigkeit im Bauministerium ging sie wieder in die Privatwirtschaft und war von 1991 bis 2004 als Führungskraft in einen Bauunternehmen tätig.
Nachdem ihr Mann Ivan Gašparovič, mit sie zwei Kinder hat, am 17. April 2004 die Präsidentschaftswahl in der Slowakei gewinnen konnte, wurde sie mit seinem Amtsantritt am 15. Juni 2004 die First Lady der Slowakei. Durch die Wiederwahl ihres Mannes bei der Präsidentschaftswahl 2009 hatte sie diesen Titel bis zum 15. Juni 2014 inne. Als First Lady gründete Silvia Gašparovičová die Stiftung „Slovenskú nadáciu Silvie Gašparovičovej – Vzdelanie a zdravie pre všetkých“ („Slowakische Silvia-Gašparovičová-Stiftung – Bildung und Gesundheit für alle“). Ziele ihrer Stiftung sind:
- Mit Hilfe der Stiftung sollen Bildungsprojekte innerhalb der Slowakei geschaffen und unterstützt werden. Ein spezieller Fokus soll auf Bildungsprojekte für sozial und medizinisch benachteiligte Bürger liegen.
- Die Stiftung soll beim Aufbau von Gesundheitseinrichtungen innerhalb der Slowakei helfen. Hier liegt ein besonderer Fokus auf Gesundheitseinrichtungen für behinderte Bürger.
- Mit der Hilfe der Stiftung sollen Projekte gefördert werden, welche sich für mehr körperliche Aktivitäten von Grundschülern einsetzen.